# أنيتا كارلسون
أنيتا كارلسون هي لاعبة رماية سويدية، ولدت في 1965.

## وصلات خارجية
- أنيتا كارلسون على موقع أوليمبيديا (الإنجليزية)
- أنيتا كارلسون على موقع اللجنة الأولمبية السويدية (السويدية)